# HD 164595
HD 164595 — двойная звезда в созвездии Геркулеса на расстоянии (вычисленном из значения параллакса) приблизительно 92 световых лет (около 28,2 парсек) от Солнца. Возраст звезды определён как около 4,5 млрд лет.
Вокруг звезды обращается, как минимум, одна планета.

## Характеристики
Первый компонент (HD 164595A) — жёлтый карлик спектрального класса G2V, или G5. Видимая звёздная величина звезды — +7,075m. Масса — около 1,081 солнечной, радиус — около 1,057 солнечного, светимость — около 1,041 солнечной. Эффективная температура — около 5667 K.
Второй компонент (HD 164595B) — красная звезда спектрального класса M. Видимая звёздная величина звезды — +13,1m. Эффективная температура — около 3280 K. Удалён на 88,1 угловой секунды.

## Планетная система
В 2015 году группой астрономов было объявлено об открытии планеты HD 164595 b.
В 2019 году учёными, анализирующими данные проектов HIPPARCOS и Gaia, у звезды обнаружена планета HD 164595 c.

## Сигнал
15 мая 2015 года в 18:01 GMT в ходе наблюдения окрестностей системы HD 164595 радиотелескопом РАТАН-600 был зарегистрирован сильный непродолжительный радиосигнал с длиной волны 2,7 см (что соответствует частоте 11 Ггц). Вероятность ошибки оценивается в 1/20000. В августе 2016 года было высказано предположение, что этот сигнал мог быть отправлен инопланетной цивилизацией I или II типа по шкале Кардашёва, но учёные из САО РАН отнеслись к нему скептически. Участники программы поиска внеземных цивилизаций SETI взяли звезду под наблюдение доступными средствами, включая радиотелескоп ATA.